# Alessandro Tripaldelli
Alessandro Tripaldelli (Napoli, 9 febbraio 1999) è un calciatore italiano, difensore del Bari.

## Caratteristiche tecniche
Terzino sinistro abile in entrambe le fasi del gioco, dotato di resistenza e forza fisica, ha notevoli abilità nei cross.

## Carriera

### Club

#### Gli inizi
Cresciuto nel settore giovanile della Juventus, in cui è arrivato a 13 anni, nel gennaio 2018 viene acquistato per 1,5 milioni di euro dal Sassuolo, che lo lascia in prestito al club torinese fino al giugno successivo.

#### Prestiti a PEC Zwolle e Crotone
Nell'estate 2018 viene ceduto a titolo temporaneo al PEC Zwolle. Il 16 settembre successivo esordisce nel campionato olandese, in occasione della sconfitta interna col Vitesse (0-2). Dopo aver collezionato soltanto 2 presenze con il club olandese, nel gennaio 2019 il Sassuolo lo dirotta, ancora in prestito, al Crotone. Debutta con i pitagorici in Serie B il successivo 26 febbraio, entrando all'89' della partita vinta 3-0 col Palermo. Debutta da titolare il 10 marzo seguente nel successo per 0-2 contro la Salernitana. Alla fine chiude con solo 3 gettoni all'attivo.

#### Sassuolo
Concluso il prestito col Crotone, torna al Sassuolo ed il 28 settembre 2019 fa il suo esordio in Serie A, nella partita persa in casa contro l'Atalanta (1-4), rilevando Federico Peluso nel secondo tempo. Ottiene 2 sole presenze durante la stagione 2019-2020.

#### Cagliari
Il 17 settembre 2020 viene ceduto al Cagliari. Conclude la stagione con i sardi con 10
presenze in campionato e 3 in Coppa Italia.

#### SPAL
Il 15 agosto 2021 passa in prestito con obbligo di riscatto alla SPAL.

#### Bari
Dopo 3 stagioni con gli spallini, il 30 agosto 2024 passa a titolo definitivo al Bari, in Serie B.

### Nazionale
Con la nazionale Under-19 italiana ha disputato da titolare nel 2018 gli europei di categoria in Finlandia, conclusi al secondo posto.
Nel 2019 viene convocato dal commissario tecnico dell'Under-20, Paolo Nicolato, per il Mondiale Under-20 in Polonia.
Esordisce con la nazionale Under-21 il 10 settembre 2019, nel secondo tempo della partita valida per le qualificazioni all'Europeo Under-21, vinta per 5-0 a Castel di Sangro, contro il Lussemburgo.

## Statistiche

### Presenze e reti nei club
Statistiche aggiornate al 17 agosto 2025.
| Stagione        | Squadra         | Campionato      | Campionato | Campionato | Coppe nazionali | Coppe nazionali | Coppe nazionali | Coppe continentali | Coppe continentali | Coppe continentali | Altre coppe | Altre coppe | Altre coppe | Totale | Totale |
| Stagione        | Squadra         | Comp            | Pres       | Reti       | Comp            | Pres            | Reti            | Comp               | Pres               | Reti               | Comp        | Pres        | Reti        | Pres   | Reti   |
| --------------- | --------------- | --------------- | ---------- | ---------- | --------------- | --------------- | --------------- | ------------------ | ------------------ | ------------------ | ----------- | ----------- | ----------- | ------ | ------ |
| 2018-gen. 2019  | PEC Zwolle      | ED              | 2          | 0          | CO              | 0               | 0               | -                  | -                  | -                  | -           | -           | -           | 2      | 0      |
| gen.-giu. 2019  | Crotone         | B               | 3          | 0          | CI              | 0               | 0               | -                  | -                  | -                  | -           | -           | -           | 3      | 0      |
| 2019-2020       | Sassuolo        | A               | 2          | 0          | CI              | 1               | 0               | -                  | -                  | -                  | -           | -           | -           | 3      | 0      |
| 2020-2021       | Cagliari        | A               | 10         | 0          | CI              | 3               | 0               | -                  | -                  | -                  | -           | -           | -           | 13     | 0      |
| 2021-2022       | SPAL            | B               | 19         | 0          | CI              | 0               | 0               | -                  | -                  | -                  | -           | -           | -           | 19     | 0      |
| 2022-2023       | SPAL            | B               | 22         | 0          | CI              | 0               | 0               | -                  | -                  | -                  | -           | -           | -           | 22     | 0      |
| 2023-2024       | SPAL            | C               | 28         | 1          | CI-C            | 0               | 0               | -                  | -                  | -                  | -           | -           | -           | 28     | 1      |
| lug.-ago. 2024  | SPAL            | C               | 1          | 0          | CI-C            | 0               | 0               | -                  | -                  | -                  | -           | -           | -           | 1      | 0      |
| Totale SPAL     | Totale SPAL     | Totale SPAL     | 70         | 1          |                 | 0               | 0               |                    | -                  | -                  |             | -           | -           | 70     | 1      |
| 2024-2025       | Bari            | B               | 8          | 0          | CI              | -               | -               |                    | -                  | -                  |             | -           | -           | 8      | 0      |
| 2025-2026       | Bari            | B               | 0          | 0          | CI              | 1               | 0               |                    | -                  | -                  |             | -           | -           | 1      | 0      |
| Totale Bari     | Totale Bari     | Totale Bari     | 8          | 0          |                 | 1               | 0               |                    | -                  | -                  |             | -           | -           | 9      | 0      |
| Totale carriera | Totale carriera | Totale carriera | 95         | 1          |                 | 5               | 0               |                    | -                  | -                  |             | -           | -           | 100    | 1      |

### Cronologia presenze e reti in nazionale
| Cronologia completa delle presenze e delle reti in nazionale ― Italia under 21 | Cronologia completa delle presenze e delle reti in nazionale ― Italia under 21 | Cronologia completa delle presenze e delle reti in nazionale ― Italia under 21 | Cronologia completa delle presenze e delle reti in nazionale ― Italia under 21 | Cronologia completa delle presenze e delle reti in nazionale ― Italia under 21 | Cronologia completa delle presenze e delle reti in nazionale ― Italia under 21 | Cronologia completa delle presenze e delle reti in nazionale ― Italia under 21 | Cronologia completa delle presenze e delle reti in nazionale ― Italia under 21 |
| Data                                                                           | Città                                                                          | In casa                                                                        | Risultato                                                                      | Ospiti                                                                         | Competizione                                                                   | Reti                                                                           | Note                                                                           |
| ------------------------------------------------------------------------------ | ------------------------------------------------------------------------------ | ------------------------------------------------------------------------------ | ------------------------------------------------------------------------------ | ------------------------------------------------------------------------------ | ------------------------------------------------------------------------------ | ------------------------------------------------------------------------------ | ------------------------------------------------------------------------------ |
| 10-9-2019                                                                      | Castel di Sangro                                                               | Italia under 21                                                                | 5 – 0                                                                          | Lussemburgo under 21                                                           | Qual. Europeo Under-21 2021                                                    | -                                                                              | 83’                                                                            |
| 19-11-2019                                                                     | Catania                                                                        | Italia under 21                                                                | 6 – 0                                                                          | Armenia under 21                                                               | Qual. Europeo Under-21 2021                                                    | -                                                                              | 56’                                                                            |
| 3-9-2020                                                                       | Lignano Sabbiadoro                                                             | Italia under 21                                                                | 2 – 1                                                                          | Slovenia under 21                                                              | Amichevole                                                                     | -                                                                              |                                                                                |
| Totale                                                                         |                                                                                | Presenze                                                                       | 2                                                                              |                                                                                | Reti                                                                           | 0                                                                              |                                                                                |

| Cronologia completa delle presenze e delle reti in nazionale ― Italia under 20 | Cronologia completa delle presenze e delle reti in nazionale ― Italia under 20 | Cronologia completa delle presenze e delle reti in nazionale ― Italia under 20 | Cronologia completa delle presenze e delle reti in nazionale ― Italia under 20 | Cronologia completa delle presenze e delle reti in nazionale ― Italia under 20 | Cronologia completa delle presenze e delle reti in nazionale ― Italia under 20 | Cronologia completa delle presenze e delle reti in nazionale ― Italia under 20 | Cronologia completa delle presenze e delle reti in nazionale ― Italia under 20 |
| Data                                                                           | Città                                                                          | In casa                                                                        | Risultato                                                                      | Ospiti                                                                         | Competizione                                                                   | Reti                                                                           | Note                                                                           |
| ------------------------------------------------------------------------------ | ------------------------------------------------------------------------------ | ------------------------------------------------------------------------------ | ------------------------------------------------------------------------------ | ------------------------------------------------------------------------------ | ------------------------------------------------------------------------------ | ------------------------------------------------------------------------------ | ------------------------------------------------------------------------------ |
| 6-9-2018                                                                       | Łódź                                                                           | Polonia under 20                                                               | 0 – 3                                                                          | Italia under 20                                                                | Elite League Under-20                                                          | -                                                                              | 82’                                                                            |
| 11-10-2018                                                                     | Wesham                                                                         | Inghilterra under 20                                                           | 2 – 1                                                                          | Italia under 20                                                                | Elite League Under-20                                                          | -                                                                              | 83’                                                                            |
| 16-10-2018                                                                     | Crotone                                                                        | Italia under 20                                                                | 1 – 2                                                                          | Portogallo under 20                                                            | Elite League Under-20                                                          | -                                                                              | 80’                                                                            |
| 25-3-2019                                                                      | Kriens                                                                         | Svizzera under 20                                                              | 3 – 0                                                                          | Italia under 20                                                                | Elite League Under-20                                                          | -                                                                              |                                                                                |
| 23-5-2019                                                                      | Danzica                                                                        | Messico under 20                                                               | 1 – 2                                                                          | Italia under 20                                                                | Mondiali Under-20 2019 - Fase a gironi                                         | -                                                                              |                                                                                |
| 26-5-2019                                                                      | Bydgoszcz                                                                      | Ecuador under 20                                                               | 0 – 1                                                                          | Italia under 20                                                                | Mondiali Under-20 2019 - Fase a gironi                                         | -                                                                              |                                                                                |
| 29-5-2019                                                                      | Bydgoszcz                                                                      | Italia under 20                                                                | 0 – 0                                                                          | Giappone under 20                                                              | Mondiali Under-20 2019 - Fase a gironi                                         | -                                                                              |                                                                                |
| 2-6-2019                                                                       | Gdynia                                                                         | Italia under 20                                                                | 1 – 0                                                                          | Polonia under 20                                                               | Mondiali Under-20 2019 - Ottavi di finale                                      | -                                                                              | 74’                                                                            |
| 7-6-2019                                                                       | Tychy                                                                          | Italia under 20                                                                | 4 – 2                                                                          | Mali under 20                                                                  | Mondiali Under-20 2019 - Quarti di finale                                      | -                                                                              |                                                                                |
| 11-6-2019                                                                      | Gdynia                                                                         | Ucraina under 20                                                               | 1 – 0                                                                          | Italia under 20                                                                | Mondiali Under-20 2019 - Semifinale                                            | -                                                                              | 84’                                                                            |
| 14-6-2019                                                                      | Gdynia                                                                         | Italia under 20                                                                | 0 – 1 dts                                                                      | Ecuador under 20                                                               | Mondiali Under-20 2019 - Finale 3º-4º posto                                    | -                                                                              | 82’                                                                            |
| Totale                                                                         |                                                                                | Presenze                                                                       | 11                                                                             |                                                                                | Reti                                                                           | 0                                                                              |                                                                                |

## Palmarès

### Club

#### Competizioni giovanili
- Torneo Città di Arco: 1

Juventus: 2015